# Vuomavaara
Vuomavaara är ett berg i Finland.   Det ligger i den ekonomiska regionen  Fjäll-Lappland  och landskapet Lappland, i den norra delen av landet, 900 km norr om huvudstaden Helsingfors. Toppen på Vuomavaara är 567 meter över havet, eller 127 meter över den omgivande terrängen. Bredden vid basen är 1,7 km.
Terrängen runt Vuomavaara är huvudsakligen platt.  Trakten runt Vuomavaara är nära nog obefolkad, med mindre än två invånare per kvadratkilometer. Det finns inga samhällen i närheten. Omgivningarna runt Vuomavaara är i huvudsak ett öppet busklandskap.